# ハイメ・オルディアレス
ホセ・ハイメ・オルディアレス・ドミンゲス（José Jaime Ordiales Domínguez、1962年12月23日 - ）は、メキシコの元サッカー選手。元メキシコ代表。ポジションはミッドフィールダー。

## 来歴
1991年にメキシコ代表デビュー。1994年以降出場が無かったが、1998年に代表復帰、1998 FIFAワールドカップにも出場した。メキシコ代表で21試合に出場、2得点をあげた。

## 代表歴

### 出場大会
- メキシコ代表
  - 1998 FIFAワールドカップ

### 試合数
- 国際Aマッチ 21試合 2得点（1991年-1998年）[1]

| メキシコ代表 | 国際Aマッチ | 国際Aマッチ |
| 年           | 出場        | 得点        |
| ------------ | ----------- | ----------- |
| 1991         | 2           | 0           |
| 1992         | 10          | 0           |
| 1993         | 2           | 0           |
| 1994         | 0           | 0           |
| 1995         | 0           | 0           |
| 1996         | 0           | 0           |
| 1997         | 0           | 0           |
| 1998         | 7           | 2           |
| 通算         | 21          | 2           |